# Vernon Hargreaves
Vernon Hargreaves III (Tampa, 3 giugno 1995) è un giocatore di football americano statunitense che milita nel ruolo di cornerback per i Cincinnati Bengals della National Football League (NFL).

## Biografia

### Carriera universitaria
Hargreaves al college giocò con i Florida Gators dal 2013 al 2015. Nell'ultima stagione fece registrare 33 tackle, 4 intercetti, un fumble forzato e 4 passaggi deviati in 12 partite, venendo premiato come All-American. A fine anno annunciò la sua decisione di saltare l'ultima stagione nel college football per rendersi eleggibile nel Draft NFL.

### Carriera professionistica
Hargreaves fu scelto come undicesimo assoluto nel Draft NFL 2016 dai Tampa Bay Buccaneers. Debuttò come professionista partendo come titolare nella gara del primo turno vinta contro gli Atlanta Falcons in cui mise a segno 2 tackle. Nella settimana 14 fece registrare il primo intercetto in carriera ai danni di Drew Brees dei New Orleans Saints A fine stagione fu inserito nella formazione ideale dei rookie dalla Pro Football Writers of America dopo avere terminato con 76 tackle, 1 intercetto e 9 passaggi deviati, disputando tutte le 16 partite come titolare.
Dopo avere iniziato come titolare le prime 9 gare della stagione 2019, Hargreaves il 12 novembre fu svincolato.

### Houston Texans
Il 13 novembre 2019, Hargreaves firmò con gli Houston Texans. Nel marzo 2021 firmò un nuovo contratto annuale.

### Cincinnati Bengals
Il 4 novembre 2021 Hargreaves firmò con i Cincinnati Bengals.

## Palmarès

### Franchigia
- American Football Conference Championship: 1

Cincinnati Bengals: 2021

### Individuale
- PFWA All-Rookie Team - 2016

## Famiglia
Hargreaves è il figlio di Vernon Hargreaves II, che si è formato nell'Università del Connecticut ed ha giocato cinque anni nella squadra italiana degli Warriors Bologna (dal 1985 al 1989) come linebacker ed occasionalmente come fullback, per poi intraprendere la carriera di allenatore professionista nella NCAA .